# Erika (film)
Pour les articles homonymes, voir Erika.
Pour plus de détails, voir Fiche technique et Distribution.
Erika est un film dramatique italien réalisé par Filippo Walter Ratti avec Pierre Brice, Patrizia Viotti et Carla Mancini.
Le film est tourné dans les studios Elios à Rome et dans les environs de Faleria dans le Latium. Il est tourné simultanément avec Les Nuits sexuelles, en utilisant les mêmes décors. La direction artistique est assurée par Elio Balletti.

## Synopsis
Une jeune Suédoise à l'esprit libre arrive pour séjourner dans une famille aristocratique en Sicile, provoquant le désordre dans leur vie.

## Fiche technique
- Titre français : Erika ou Chevauchées perverses ou L'Amour d'une Suédoise en Italie[2]
- Titre original : Erika ou Non si dice no al diavolo
- Réalisation : Filippo Walter Ratti
- Scénario :	Aldo Marcovecchio
- Maison de production :	King Film Productions, Primax Film
- Distribution en italien : Indipendenti Regionali
- Photographie : Girolamo La Rosa
- Musique :Roberto Pregadio
- Décors : Elio Balletti
- Pays de production :  Italie
- Langue originale : italien
- Genre : Drame[3] érotique[2],  giallo
- Durée : 86 min
- Date de sortie :
  - Italie : 8 mars 1971
  - France : 15 mars 1973

## Distribution
- Pierre Brice : Renato Laurana
- Patrizia Viotti : d'Erika
- Giuseppe Fortis : baron Giovanni Laurana
- Carla Mancini : Concettina
- Bernard De Vries : Luca Laurana
- Antonio Anelli : Padre Gaetano
- Franca Haas
- Irio Fantini
- Carla Calò